# Magnus Mwalunyungu
Magnus Mwalunyungu (* 25. August 1930 in Nsengilindete; † 13. Februar 2015 in Tosamaganga (Iringa-District)) war römisch-katholischer Bischof von Tunduru-Masasi.

## Leben
Magnus Mwalunyungu empfing am 23. August 1959 die Priesterweihe. Er war langjähriger Rektor des Priesterseminars in Kipalapala.
Papst Johannes Paul II. ernannte ihn am 30. März 1992 zum Bischof von Tunduru-Masasi. Die Bischofsweihe spendete ihm der Erzbischof von Daressalam, Laurean Kardinal Rugambwa, am 25. Juni desselben Jahres; Mitkonsekratoren waren Mario Epifanio Abdallah Mgulunde, Erzbischof von Tabora, und James Dominic Sangu, Bischof von Mbeya.
Am 25. August 2005 nahm Papst Benedikt XVI. sein aus Altersgründen vorgebrachtes Rücktrittsgesuch an.